# Kuluar Kurtyki
Kuluar Kurtyki – żleb opadający z Mnichowego Tarasu do Nadspadów w Dolinie za Mnichem w polskich Tatrach Wysokich. Oddziela Wielką Mnichową Babę od Pośredniej Mnichowej Baby.
Nazwa żlebu pochodzi od znanego taternika Wojciecha Kurtyki, ale prawdopodobnie jest wynikiem jakiegoś nieporozumienia, nie był on bowiem autorem pierwszego przejścia. Żleb jest bardzo kruchy i bardzo stromy; największe nachylenie dochodzi do 90°. Stał się bardzo popularnym celem wspinaczki gdzieś na początku lat 90. XX wieku. Wiodąca nim droga Kuluarem Kurtyki jest 3-wyciągowa, latem ma IV stopień trudności w skali tatrzańskiej, zimą na długości około 100 m pokryta jest lodem (lodospady). Czas przejścia 2 godz. Pierwsze przejście; Jerzy Krzysztoń i Maciej Włodek podczas kręcenia filmu Dwóch zimą 1967 r. Pierwsze przejście letnie: Ryszard Malczyk (ps. Rico) 26 sierpnia 1986 r. (solo, bez asekuracji).
Droga Kuluarem Kurtyki stała się jedną z najbardziej popularnych zimą dróg wspinaczkowych w rejonie Morskiego Oka. Według Władysława Cywińskiego w 2001 r. przejścia nią stanowiły 25% wszystkich taternickich przejść w tym rejonie wspinaczkowym. Drogą tą wiele razy przechodzono samotnie, bez asekuracji („na żywca”). Najszybsze do 2001 r. przejście: Wojciech Mateja – 14 min, 15 lutego 1993 r.

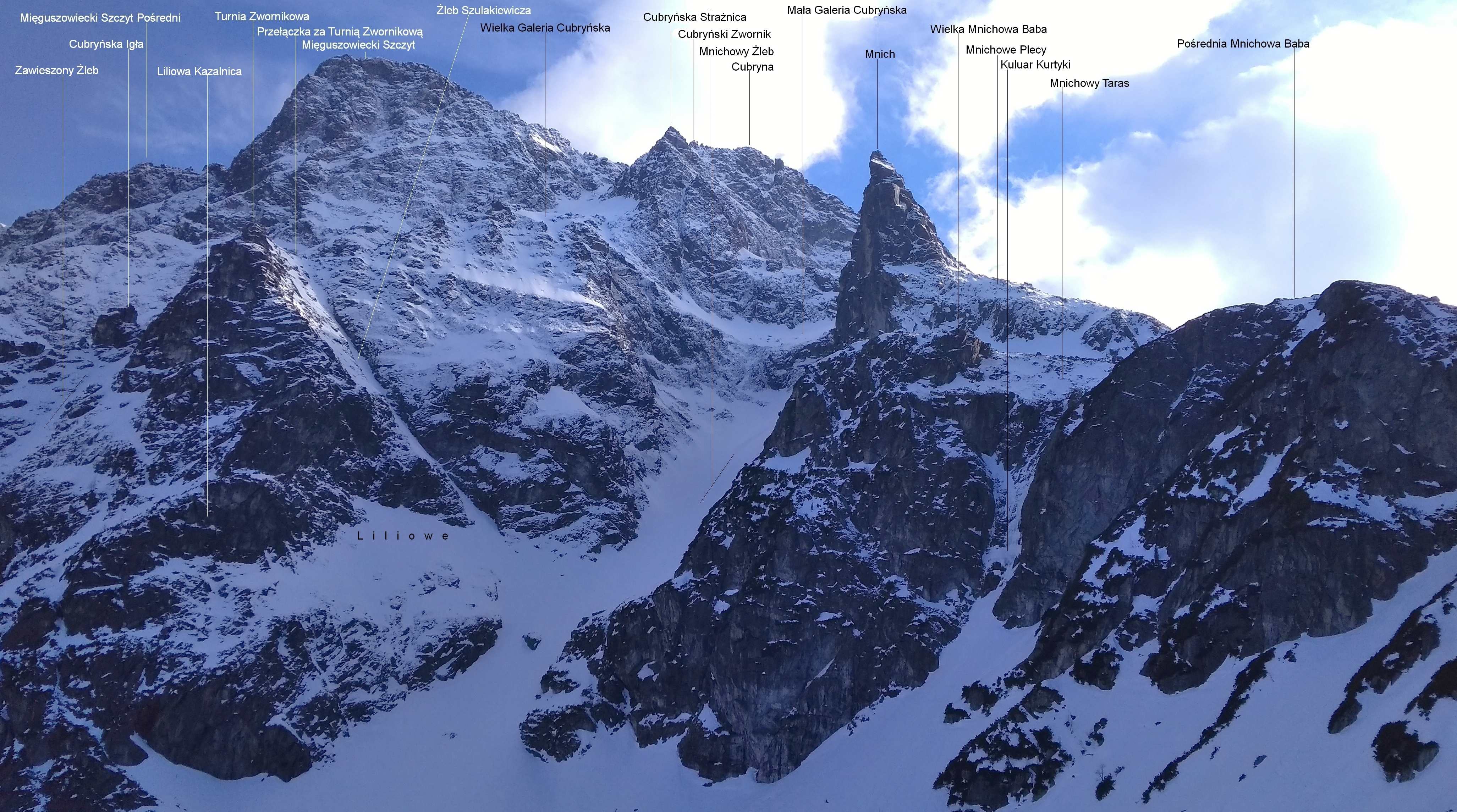
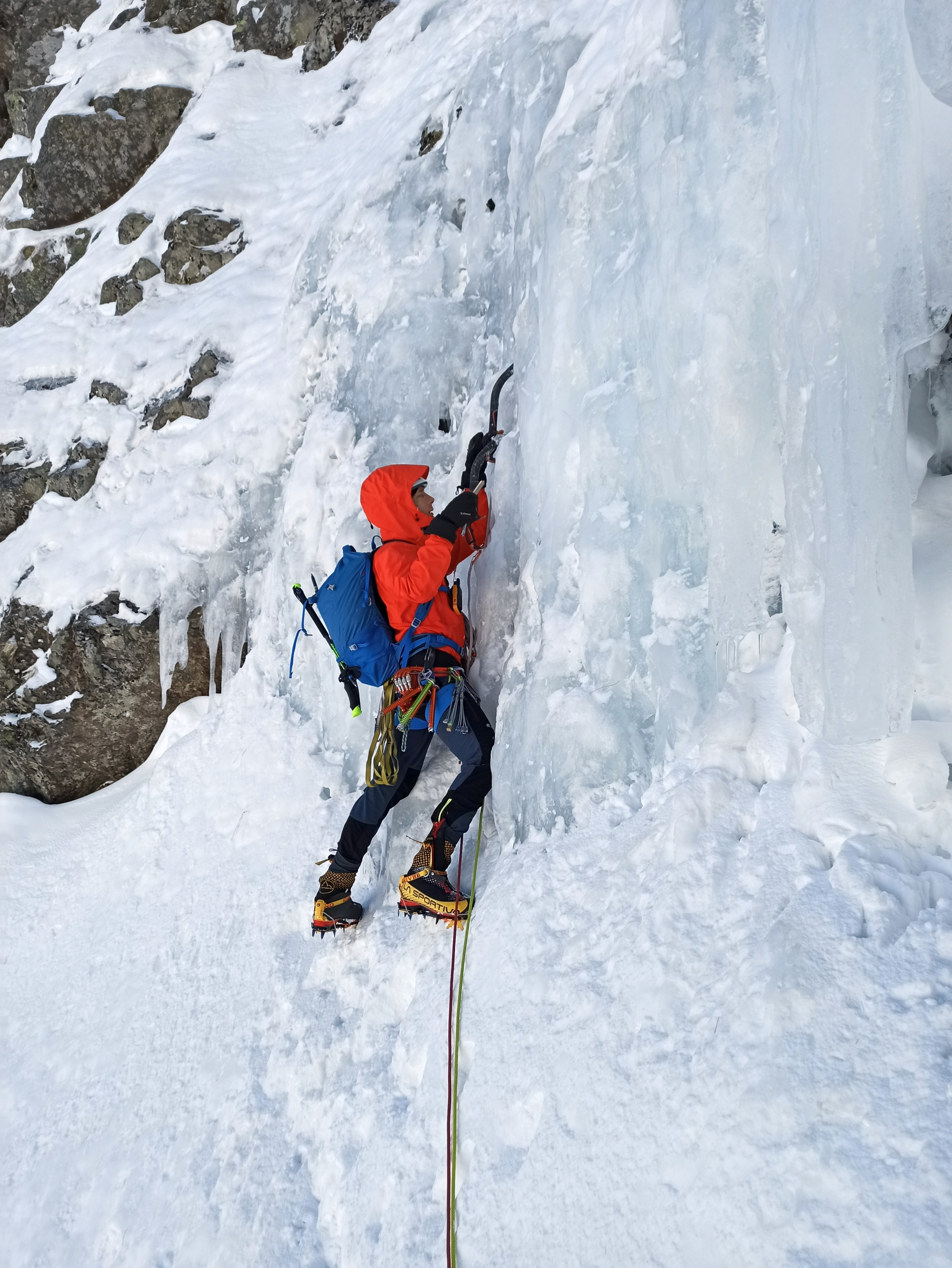
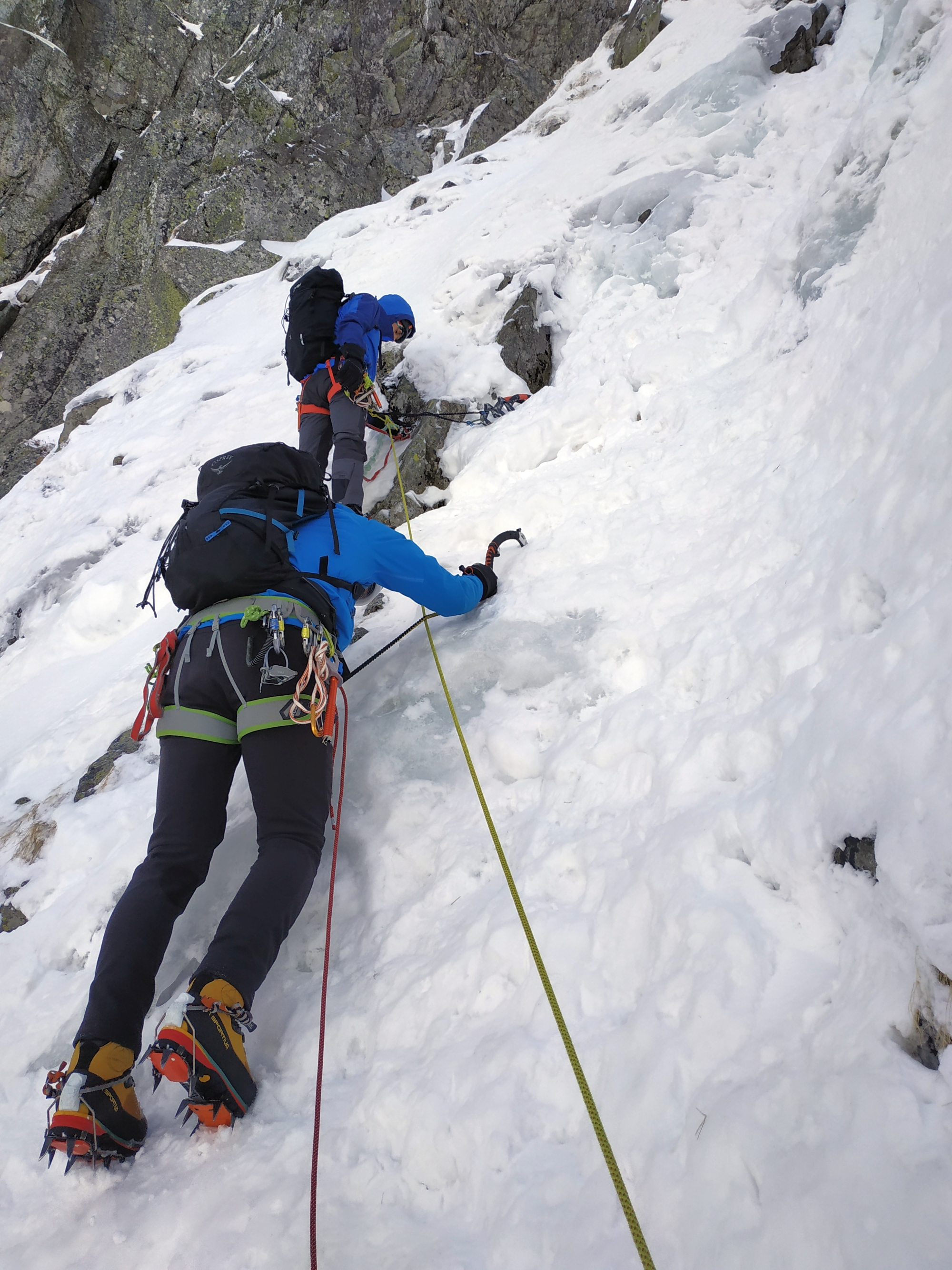
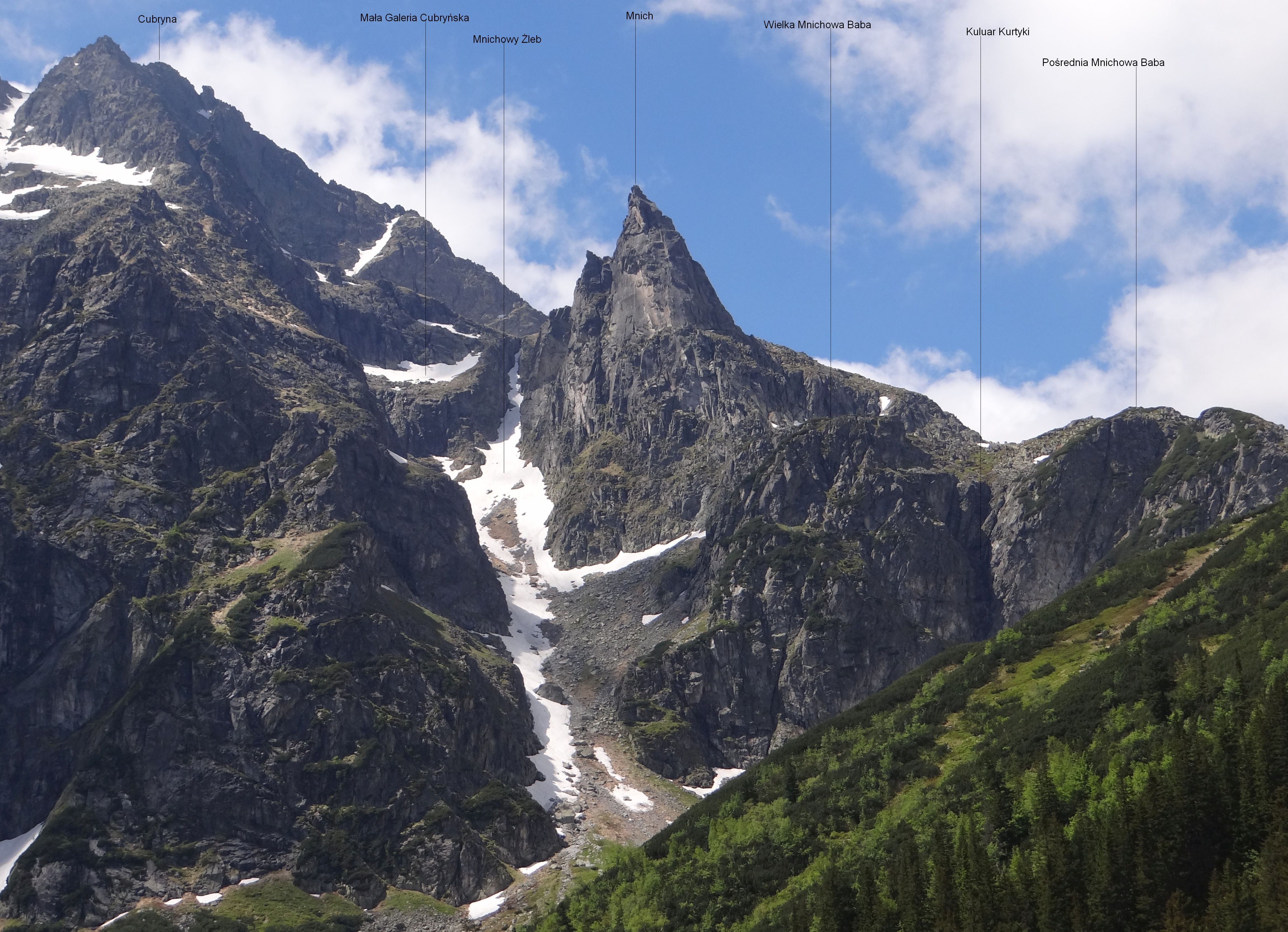